# Grabadu et Gabaliouchtou

Grabadu et Gabaliouchtou est une série de bande dessinée créée par Jean Tabary en 1959. Cette série paraît dans le journal Vaillant pendant plusieurs années, de 1959 à 1962, puis dans Fluide glacial en 1977.
La bande dessinée met en scène deux abrutis, Grabadu et Gabaliouchtou, dans des planches de gags complètement farfelus. « Les deux héros les plus cons de la BD », dixit Gotlib.
Dans cette BD, Tabary adopte un graphisme différent du dessin « classique » et plutôt dépouillé qu'il utilise habituellement.

## Albums
- Grabadu et Gabaliouchtou, éditions de La Séguinière, 1984.  (ISBN 2-904-799-01-X)
- Grabadu et Gabaliouchtou, l'intégrale, éditions Tabary, 2001.  (ISBN 2-904799-49-4)